# Catocala atlantica
Catocala atlantica là một loài bướm đêm trong họ Erebidae.